# 大原健士郎
大原 健士郎（おおはら けんしろう、1930年4月30日 ‐ 2010年1月24日）は、日本の医学者・精神科医。浜松医科大学名誉教授。専門は自殺研究、森田療法など。

## 人物
高知県吾川郡伊野町（現・いの町）生まれ。伊野小学校から土佐中学に入学。1945年中学2年の時に東京陸軍幼年学校（49期、終戦時第1学年で復員）を受験して合格し、学校のある東京都の南多摩（現・八王子市）に移転するが、同年8月に学校が空襲で被災したため高知県に戻り、土佐中学に復学する。48年に東京慈恵会医科大学に進学し、56年に卒業、61年同大学院医学研究科精神医専攻修了、66年慈恵医大講師、広島で開かれた日本精神神経学会のシンポジウムの研究発表がきっかけで渡米、66―67年南カリフォルニア大学招聘教授、ロサンゼルス自殺予防センター特別招聘研究員、76年東京慈恵会医科大学助教授、77年浜松医科大学精神神経科教授、88年森田療法学会理事長、96年浜松医科大学退任、名誉教授、97年愛知淑徳大学教授、2003年日本社会精神医学会理事長退任、05年愛知淑徳大学退任。浜松市で月照庵クリニックを開業。森田療法学会、日本アルコール精神医学会、日本社会精神医学会各名誉会員。
自殺研究の第一人者として知られ、森田療法の継承者であり、著書も多数にのぼる。
2010年、膀胱癌のため入院していた浜松市内の病院にて多臓器不全のため死去。叙従四位、瑞宝中綬章追贈。

## 著書
- 遺書の研究 日本文芸社 1963
- 日本の自殺 孤独と不安の解明 誠信書房 1965
- 三日坊主 精神集中力・持続力を身につける本 大和書房 1969　「三日坊主の心理学」PHP文庫
- 自殺論 青年における生と死の論理 虎見書房 1970
- 遺書のなかの人生 読売新聞社 1970 (読売新書)
- ノイローゼは治る 経済往来社 1971
- 自殺を考える 経済往来社 1971
- 心中考 愛と死の病理 太陽出版 1973 (ロゴス選書)
- ぼくは死にたくなかった 日新報道 1973
- 自殺日本 自殺は予知できる 地産出版 1973
- 心の健康法 太陽出版 1975
- 夢の世界99の謎 もう1人の自分を知るために 産報 1975 (サンポウ・ブックス)　「夢の不思議がわかる本」三笠書房(知的生きかた文庫)
- 子どもの自殺 お母さん!ぼくの悩みを聞いてください 朱鷺書房 1977.7
- うつ病と管理社会 経済往来社 1977.9
- ノイローゼ その本態と療法 経済往来社 1978.6
- 職場の精神衛生 経済往来社 1979.7
- 挫折の心理学 PHP研究所 1981.3  のち文庫
- うつ病の時代 講談社現代新書 1981.7
- 「ときめき」の復活 情弱時代の生きがいを考える 番町書房 1981.12
- 思春期の精神障害 金原出版 1983.11
- おれたちは親子 精神科医の自己診断 朝日新聞社 1984.1  のち文庫
- 眠りたい眠れない不眠は気から ごま書房 1986.6 (名医からのメッセージ)
- おれたちは家族 朝日新聞社 1989.7  のち文庫
- 心の健康学=ケース・スタディ 丸善ライブラリー 1991.6
- 働く人の心の健康 朝日新聞社 1991.3
- 生と死の心模様 岩波新書 1991.3
- シングルライフ孤独を生きる 講談社 1992.7 「シングルライフの心もよう」+α文庫
- 不眠症を退治する生活術 眠りたいけれども眠れない人のための本 ごま書房 1992.8　のち「眠れる生活」と改題
- 人はみな心病んで生きる 精神科医の生き方カルテ 講談社 1993.2　のち＋α文庫
- あるがままに生きる 講談社 1994.3  のち＋α文庫
- 心が強くなるクスリ　「森田式健康法」ノート 三笠書房 1994.3  のち講談社＋α文庫。知的生き方文庫
- 「死にたい」は「生きたい」 若き精神科医の体験 講談社 1995.1
- 孤独の心理学 「ひとり」の人生に向き合う PHP研究所 1995.6
- 心を癒す処方箋 人生と旅と花の23章 講談社 1995.7
- 「不安と憂うつ」の精神病理 講談社＋α文庫 1996.8
- 「家族愛」、その精神病理 依存の心理と孤独の心理 講談社 1996.2  「「病める家族」、その精神病理」+α文庫
- とらわれる生き方、あるがままの生き方  講談社 1996.9 のち＋α文庫
- 精神科医つれづれ 語録 星和書店 1996.3
- 今日を生きる 心を癒し、<生きがい>を創る 大和書房 1996.12
- 人間関係に自信がつくクスリ 「森田式健康法」ノート 三笠書房 1996.10
- 恋愛によく効くクスリ 三笠書房 1996.1
- 「生きること」と「死ぬこと」 人はなぜ自殺するのか 朝日新聞社 1996.2
- 「心の病」、その精神病理 あるがままの自分と仮面の自分 講談社 1996.1 のち＋α文庫
- 老いて、わがままに生きる 講談社 1997.3
- 「職員室」の心の病 講談社 1997.7  のち＋α文庫
- 自分に自信がつくクスリ 「森田式健康法」ノート 三笠書房 1997.12
- 神経質性格、その正常と異常 森田療法の科学 講談社 1997.9
- こころを楽にする生き方 森田正馬の哲学 講談社 1997.9
- 子どものための精神医学 講談社 1998.8
- シングルライフを生きる 愛する人をなくしたときの処方箋 PHP研究所 1998.7
- よりよい生と死を求める 精神科医の心のカルテ PHP研究所 1998.6
- やる気の出る人、出ない人 法研 1998.12
- 学校の先生のための心の診察室 講談社 1999.9
- 家族 あるがままの絆を求めて 法研 1999.11
- 誰にも起きうる「心の病気」110の症例・110の答え  講談社 1999.7
- 精神鑑定、18人の犯罪病理 講談社 2000.2
- 新しい森田療法 講談社＋α新書 2000.6
- やる気の健康医学 講談社＋α新書 2001.7
- 働き盛りのうつと自殺 創元社 2001.10
- あるがままに老いる 毎日新聞社 2001.5
- 「満足人生」私のデザイン 百一歳へ 三笠書房 2003.7
- 日々是好日 森田療法は創造的体験療法 白揚社 2003.6
- こころの休憩室 老精神科医のほっとするアドバイス 亜紀書房 2004.9
- 精神科医の綴る幸福論 「あるがままの自分」から「あるべき自分」へ 亜紀書房 2005.5
- 大原健士郎選集　1－3 星和書店 2007-

## 共編著
- 現代の精神衛生講座 全5 誠信書房 1966
- 現代の精神医学 2 不安の病理 誠信書房 1974
- 精神健康の基礎 逸見武光,岡堂哲雄共著 誠信書房 1975
- 老人の精神病理 誠信書房 1976
- アルコール中毒の治療と予防 大野徹共著 太陽出版 1976
- 精神病院・精神科診療施設のモデル 建築設計の一指針 川澄卓男共著 国際医書出版 1976.5
- サイコセラピー 文光堂 1977.2
- 鬱病 管理社会のゆううつ 融道男,山本和郎共編 有斐閣選書 1977.10
- 現代の森田療法 理論と実際 白揚社 1977.5
- アルコール・薬物依存 基礎と臨床 田所作太郎共編 金原出版 1984.8
- 老いの心と健康 中央法規出版 1985.7 (老人養護双書)
- 家族療法の理論と実際 1－2 石川元共編 星和書店 1986―88
- メンタルヘルス解説事典 中央法規出版 1987.3
- 精神科・治療の発見 渡辺昌祐共編 星和書店 1988.8
- 精神科治療ハンドブック 南山堂 1988.4
- 自殺企図患者のケア 救急と精神面の対処法 佐々木仁也共編 金原出版 1989.8
- 森田療法 大原浩一共編 世界保健通信社 1990.4 (目でみる精神医学シリーズ)
- 森田療法とネオモリタセラピー 大原浩一共著 日本文化科学社 1993.1
- 精神科領域における漢方療法の実際  新興医学出版社 1994.11
- アルコール・薬物の依存症 宮里勝政共編 医学書院 1997.6
- 森田療法による「不安な心」と上手につきあう本 心が元気になる生き方のヒント  PHP 1997.12
- 自殺(子どもをとりまく問題と教育 第11巻) 開隆堂出版 2003.2

## 翻訳
- うつ病の本態と療法 クレイネス 岩井寛共訳 文光堂 1967
- アルコール中毒 ヘイマン 清水信共訳 文光堂 1968
- 自殺に関する十八章 エドウィン・S.シュナイドマン,ノーマン・L.ファーブロウ 清水信共訳 誠信書房 1968
- 心理療法の効果 ハンス・J・アイゼンク 清水信共訳 誠信書房 1969
- 孤独な魂の叫び 現代の自殺論 ファーブロウ,シュナイドマン 清水信共訳 誠信書房 1969
- 家族精神医学 理論編 ジョン G.ハウエルズ 共訳 岩崎学術出版社 1970
- 比較精神医学 デルーク,ポーター 清水信共訳 誠信書房 1971
- 自殺の病理 自己破壊行動 エドウィン・S.シュナイドマン 共訳 岩崎学術出版社 1971-72
- 死の意味するもの ハーマン・ファイフェル編 勝俣暎史,本間修共訳 岩崎学術出版社 1973
- 性の精神病理 ジョージ.W.ヘンリー 岩崎学術出版社 1974
- 環境心理学 4 H.M.プロシャンスキー,W.H.イッテルソン,L.G.リブリン 誠信書房 1975
- 頭痛の発生機序と治療 ジェームズ・W.ランス 荻本芳信共訳 国際医書出版 1976.5
- 自殺の理論 精神的打撃と自殺行動 モーリス・L.ファーバー 勝俣暎史共訳 岩崎学術出版社 1977.7
- 働き盛りのストレス管理法 ジェア・E.イエイツ 枝窪俊夫共訳 時事通信社 1981.7
- 精神医学 J.L.Gibbons 南江堂 1986.3